# 以法莲 (犹他州)
以法莲（英文：Ephraim），是美国犹他州桑皮特县下属的一座城市。建市于 1854年，面积大约为3.73平方英里（9.7平方公里），海拔约为5,541英尺（1,689米）。根据2010年美国人口普查，该市有人口6,135人。